# Taeniophyllum conoceras
Taeniophyllum conoceras är en orkidéart som beskrevs av Rudolf Schlechter. Taeniophyllum conoceras ingår i släktet Taeniophyllum och familjen orkidéer. Inga underarter finns listade i Catalogue of Life.